# 康氏側帶小公魚
康氏側帶小公魚（学名：Stolephorus commersonnii），又名康氏小公鱼、孔氏小公魚、魩仔、公鱼，為輻鰭魚綱鲱形目鳀科的其中一種。

## 分布
分布於印度西太平洋區，包括東非、阿拉伯海、印度、斯里蘭卡、孟加拉、巴基斯坦、緬甸、中國、香港、台灣、菲律賓、馬來西亞、柬埔寨、新加坡、泰國、越南、澳洲等海域，棲息深度可達50公尺。
该物种的模式产地在毛里求斯。

## 特征
本魚體延長，腹部圓潤，上頷突出，超過前鰓蓋，體淡褐色，體側具一銀色條紋，體長可達10公分，臀鰭軟條18-19枚，棲息在沿海、河口，喜群游，屬肉食性，以橈腳類、魚卵等為食，可做為食用魚。

## 擴展閱讀
- 維基物種上的相關：康氏側帶小公魚